# 埃斯特别墅
埃斯特别墅（義大利語：Villa d'Este）也稱千泉宮，是位於意大利蒂沃利的一處莊園。蒂沃利是位於羅馬以東約30公里處丘陵上的一座城市。因其氣候溫和且附近多森林，自羅馬帝國時期就是上流階級的保養地。埃斯特别墅由伊波利托二世·埃斯特樞機委託風格主義建築師皮羅·利高里奧始建於1563年，並且一直持續修建至17世紀。進入18世紀後，別墅被放棄，陷入荒廢。1920年至1930年期間，別墅得到了修復。但在1944年的轟炸中，別墅又再次受損。埃斯特別墅的面積達4.5公頃。別墅內有多處效仿古羅馬和古希臘時期雕塑的噴泉，數量多達約500處，是文藝復興後期具代表性的庭園。2001年，別墅被列入世界文化遺產。

## 圖庫

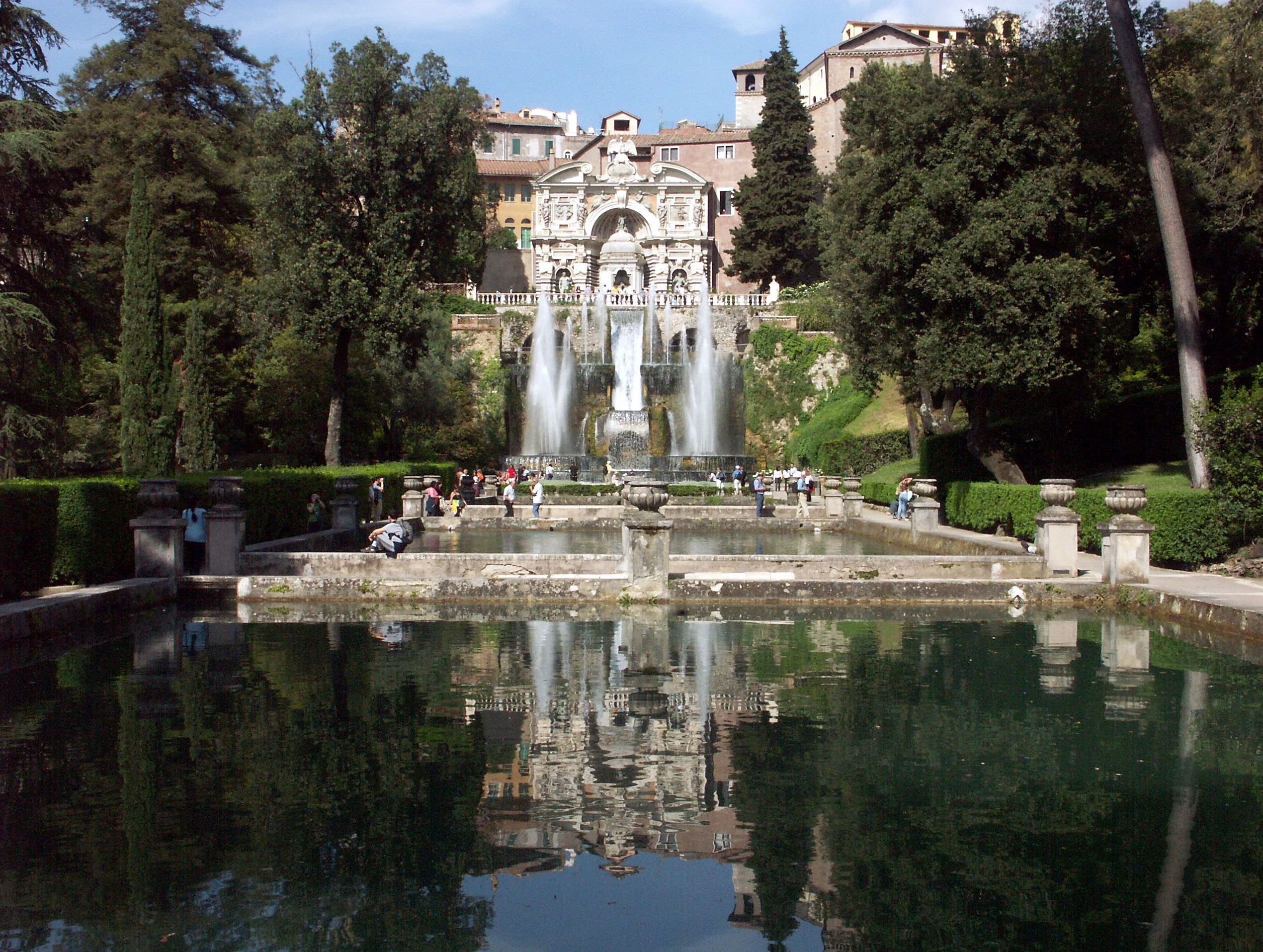
埃斯特别墅
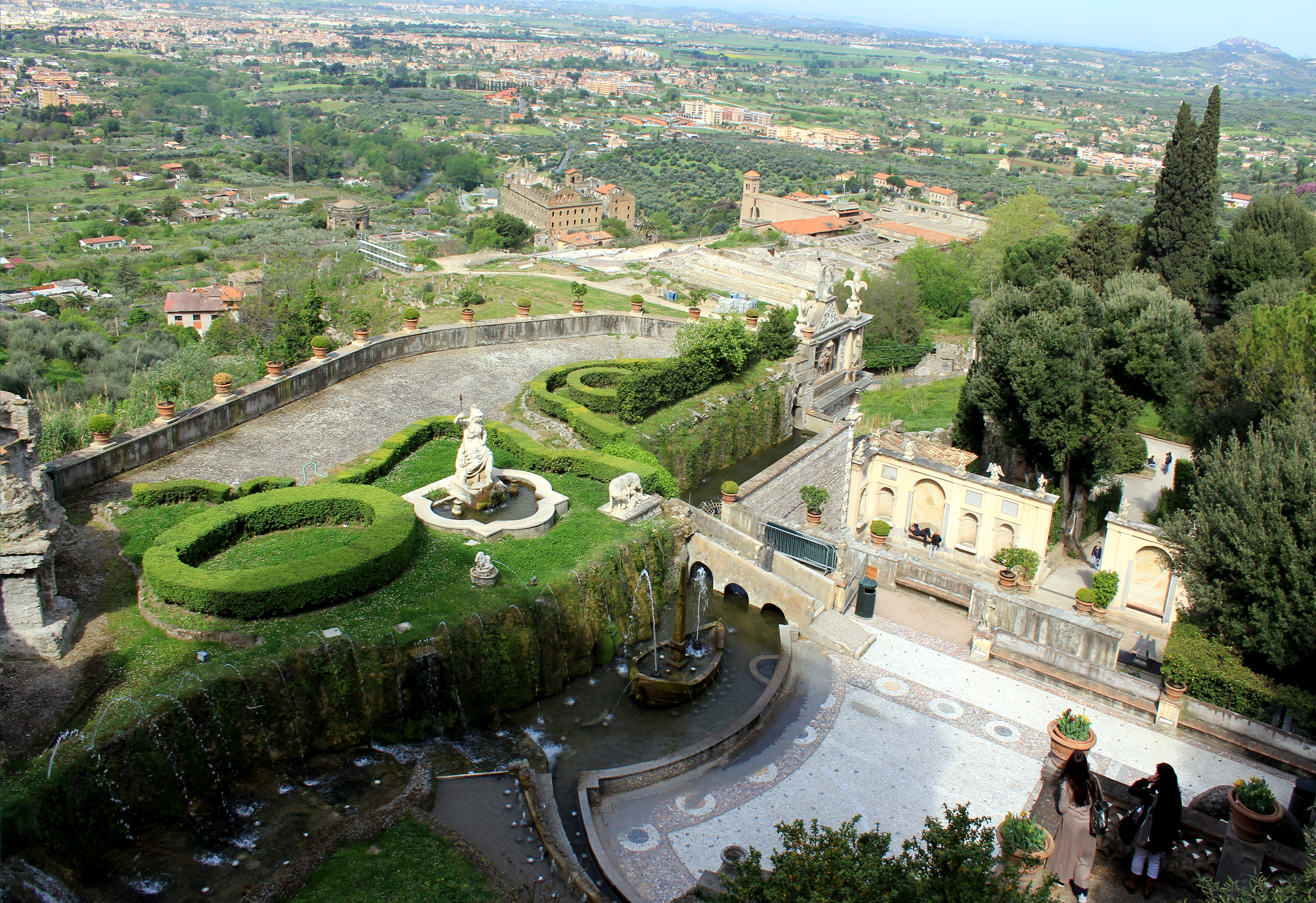
埃斯特别墅
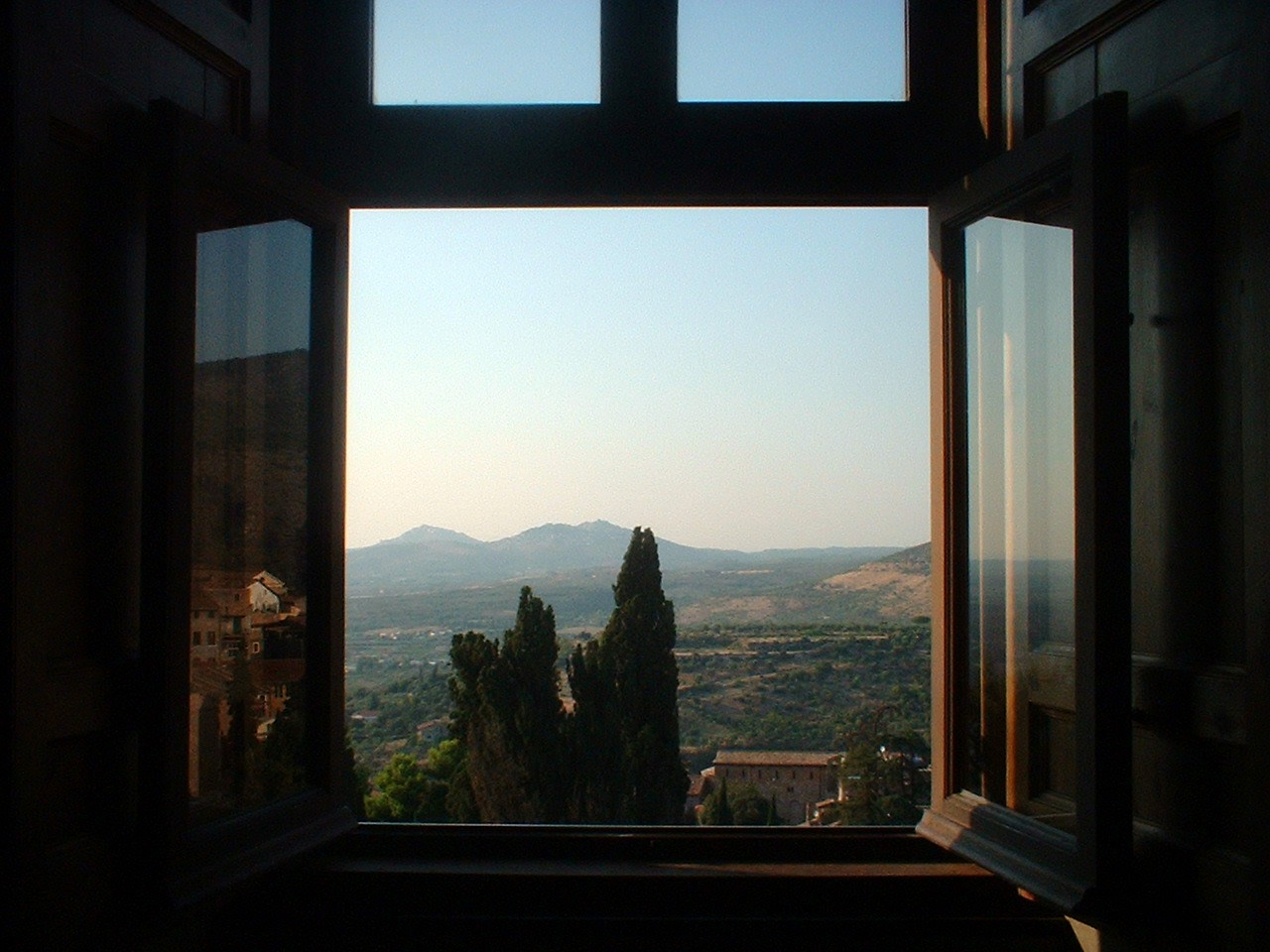
從埃斯特別墅遠眺拉齊奧平原
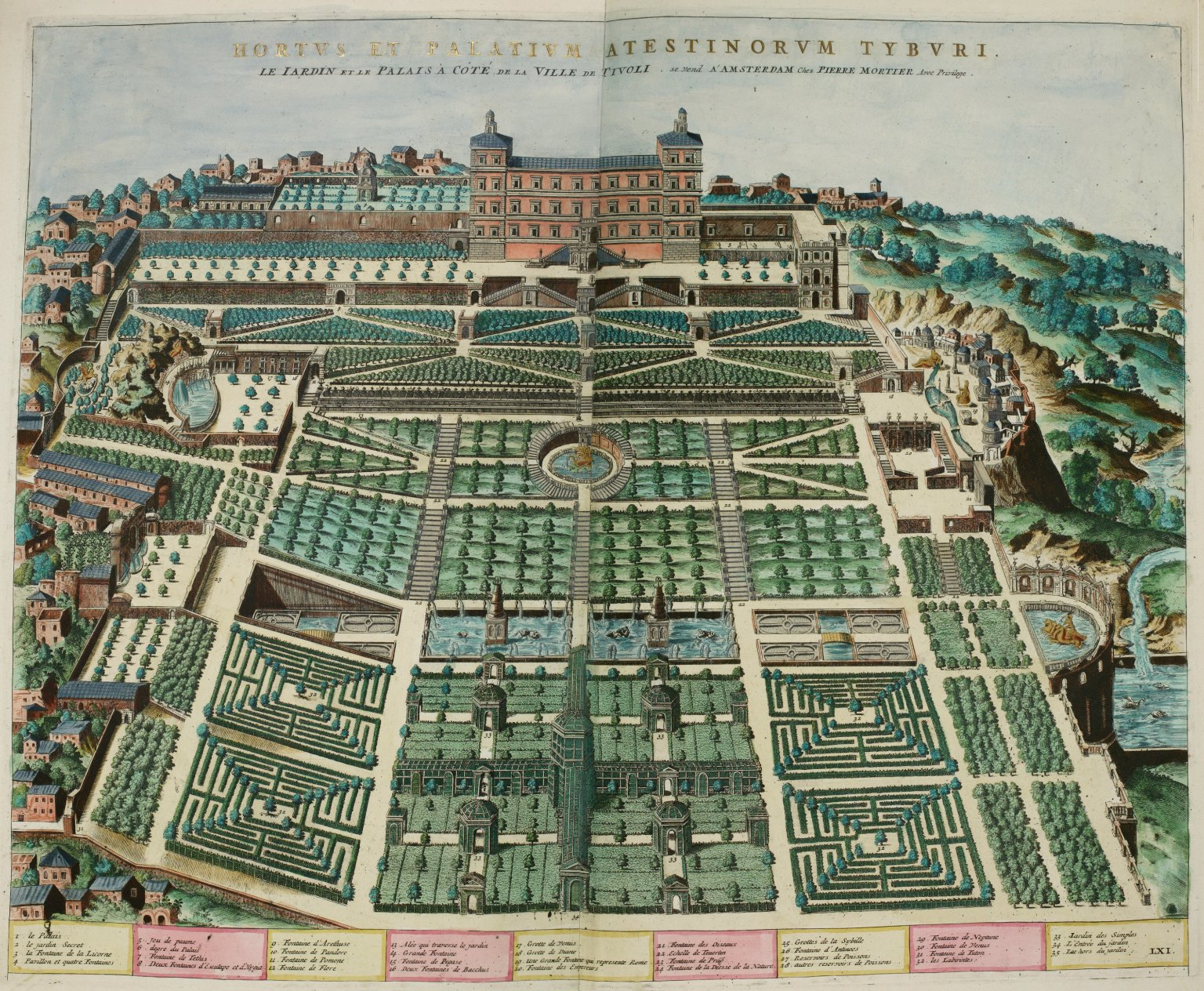
1560 - 1575年的埃斯特別墅
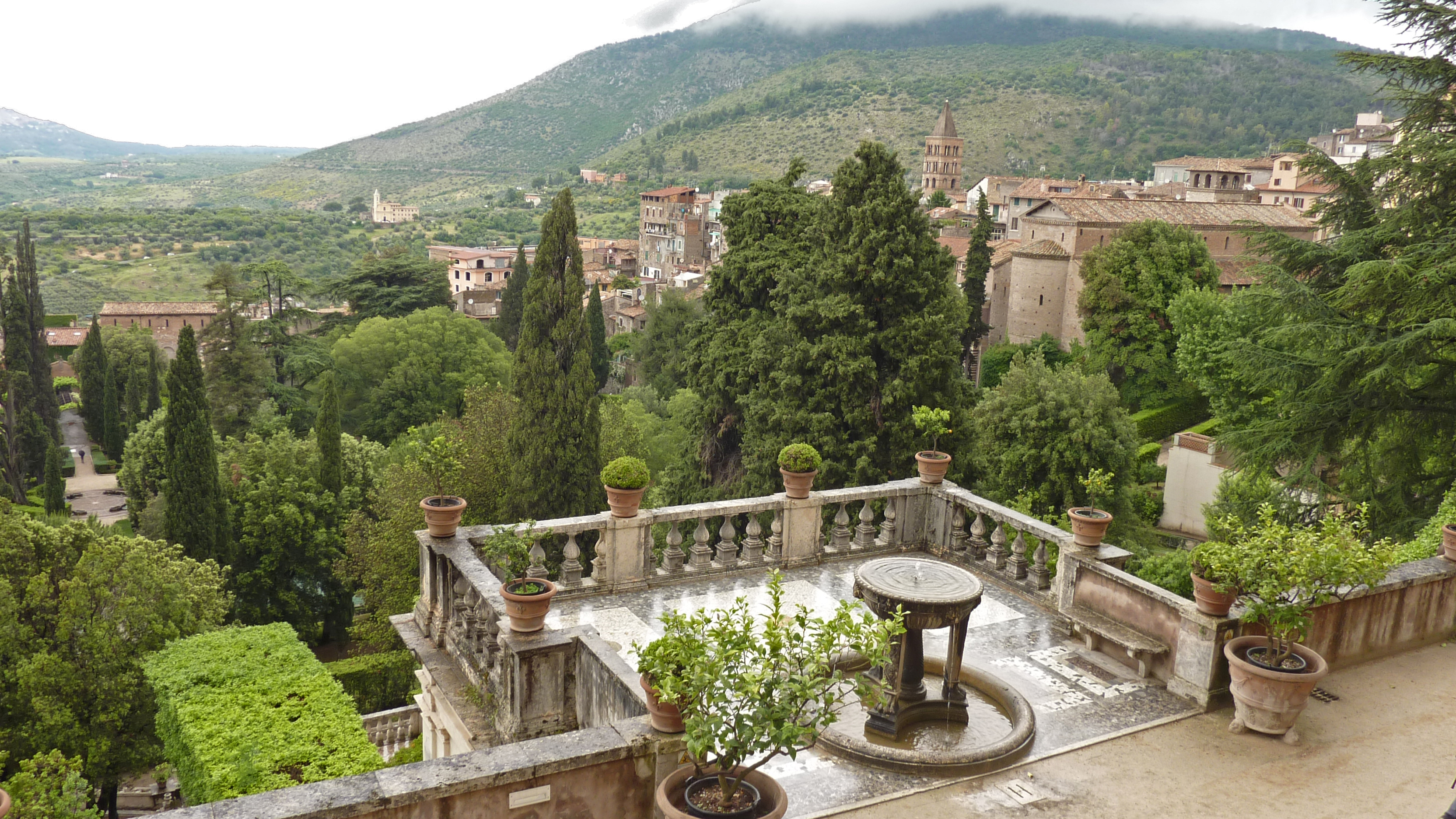
埃斯特別墅
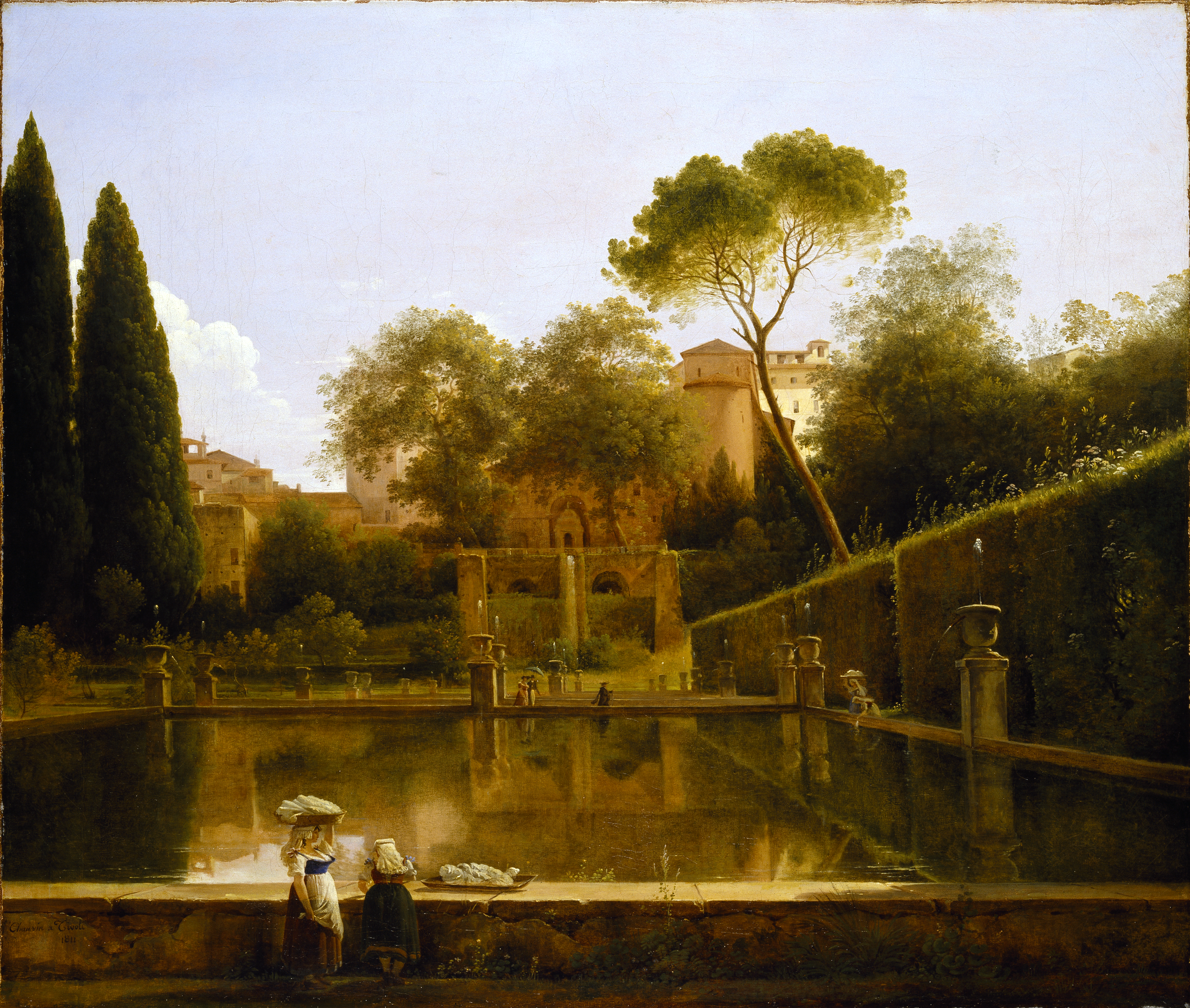
Pierre-Athanase Chauvin - View of the gardens of the Villa d'Este, Tivoli - 1811

## 延伸閲讀
- 哈德良别墅
- 格里高利別墅

## 外部連結
维基共享资源上的相關多媒體資源：埃斯特别墅
- 官方网站
- Tivoli - Villa d'Este （页面存档备份，存于） Illustrated information and description of Villa d'Este
- Roberto Piperno, "Villa d'Este" （页面存档备份，存于）
- The Villa d'Este Garden -  The Mirror of Dreams （页面存档备份，存于）
- Festival Jeux d'art a Villa d'Este